# Holmes Chapel
Holmes Chapel è una cittadina dell'Inghilterra centrale, situata nella contea del Cheshire, circa 30 chilometri a sud di Manchester. Al censimento 2001, la popolazione era di 5.669 abitanti.
La cittadina è gemellata con la località francese di Bessancourt.